# Fritz Cobet
Friedrich „Fritz“ Cobet (* 27. Oktober 1885 in Lippstadt; † 8. Februar 1963 in Bremen) war ein deutscher Künstler.

## Leben
Fritz Cobet war Spross einer französischen Hugenottenfamilie. Schon in frühen Jahren wurde sein künstlerisches Talent bemerkt. Seine Mutter Amalie war die Tochter des Düsseldorfer Genremalers Carl Hilgers (1818–1890). Die Übernahme des elterlichen Wein- und Spirituosengroßhandels kam für ihn nicht in Frage. Fritz Cobet wurde mit fünf Schwestern groß. Vielleicht war hier der Ansatz für sein humorvolles und ehrliches Wesen bis zu seinem Tod. Als begeisterter Jäger und Heger stand er der Natur sehr nahe.

### Kunstausbildung und Arbeit

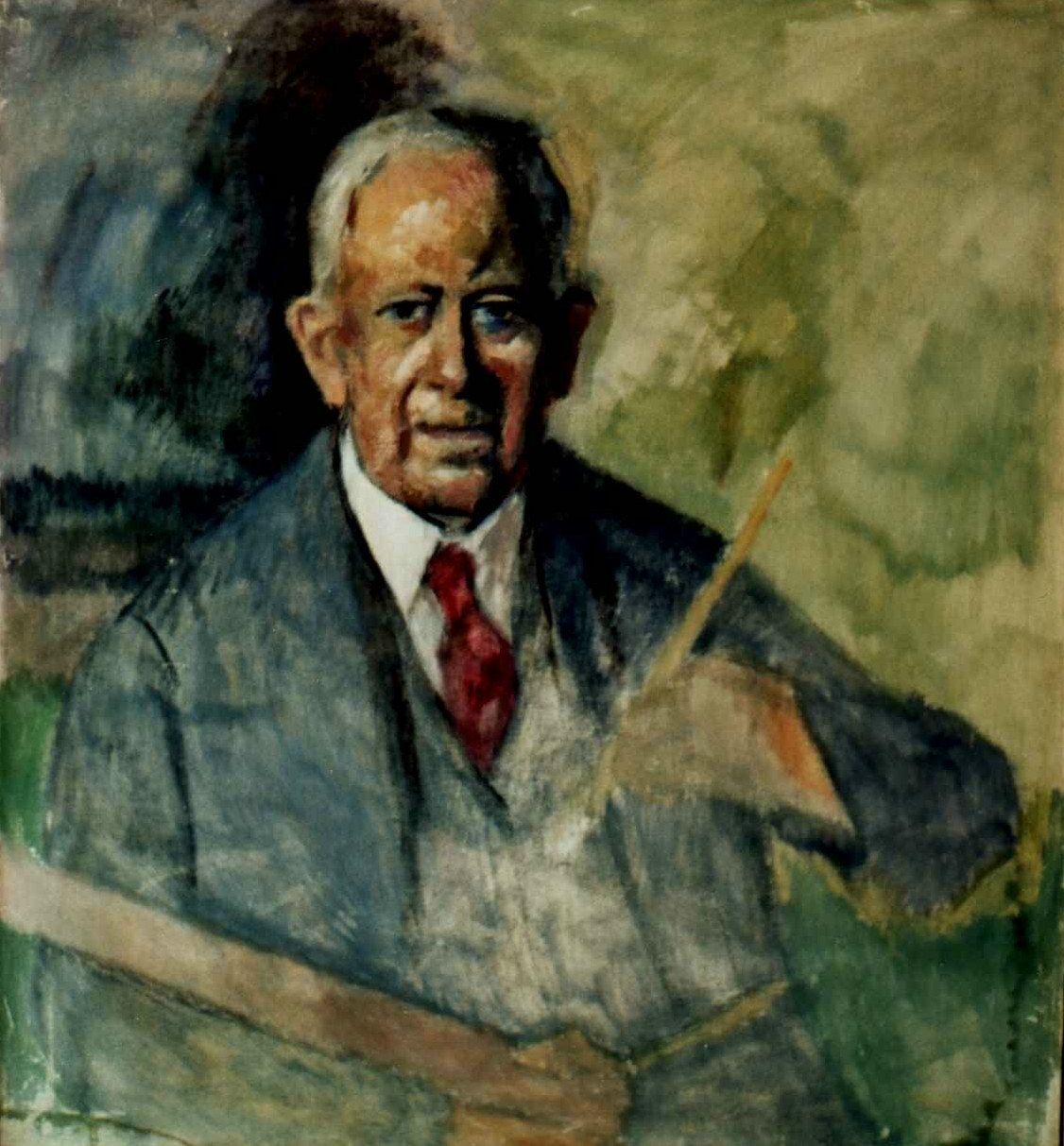
Fritz Cobet-Selbstporträt 1962 – unvollendet

Nach siebenjähriger Studienzeit an der Kunstakademie in Kassel bei Carl Holzapfel (1865–1926) und Hermann Knackfuß (1848–1915) und an der Hochschule für bildende Künste in München erfolgten seine ersten selbstständigen Arbeiten in der Künstlerkolonie Dachau. Um 1910 kam Fritz Cobet das erste Mal nach Fischerhude und begeisterte sich für die norddeutsche Landschaft. Die Fischerhuder Künstlerszene beheimatete damals schon den ersten Fischerhuder Künstler, „Künstlervater“ Heinrich Breling (1849–1914), Wilhelm Heinrich Rohmeyer (1882–1936) und auch Otto Modersohn (1865–1943), der wie Fritz Cobet ebenfalls in Ostwestfalen geboren wurde. Später kamen Helmuth Westhoff (1891–1977), August Haake (1889–1915), Rudolf Franz Hartogh (1889–1960), Bertha Schilling (1870–1953) und Hermann Angermeyer (1876–1955) hinzu. Auch der Schriftsteller Diedrich Speckmann (1877–1946) und der Bildhauer Bernhard Hoetger (1874–1949) kamen für eine begrenzte Zeit nach Fischerhude. Im nahe gelegenen Worpswede hatte Fritz Cobet Kontakt mit Fritz Mackensen (1866–1953), Carl Uphoff (1885–1971), Heinrich Vogeler (1872–1942), dem Schriftsteller und Chronisten Edwin Koenemann (1883–1960), für dessen Gedichte er mehrfach Zeichnungen anfertigte und dem von ihm porträtierten Komponisten Ernst Licht (1892–1965). Um sich international weiterzubilden, unternahm Fritz Cobet ausgedehnte Studienreisen nach Italien, Frankreich, Spanien und Holland.
In seinen künstlerischen Darstellungen der norddeutschen Landschaft, den lichtdurchfluteten Wäldern, den sorgfältig gemalten naturalistischen Porträts, den Stillleben und den Grafiken erkennt der Betrachter die spätimpressionistische Malrichtung des Künstlers. Fritz Cobet legte eine große Empfindung in die farbliche Atmosphäre seiner Arbeiten.

### Bremen

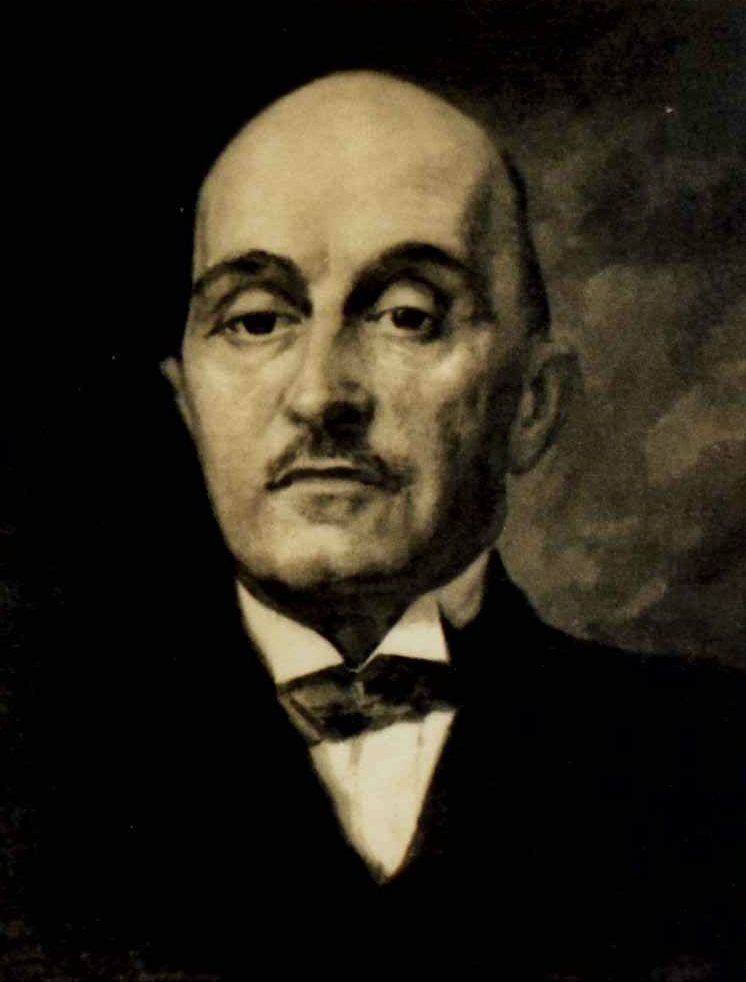
Porträt von Siegmund Stumpe (ca. 1931 verschollen)

Fritz Cobet war 1918 Gründungsmitglied des „Bremer Künstlerbundes“.
Zusammen mit seinen Kollegen vom Bremer Künstlerbund gestaltete er die rauschenden Künstlerfeste in den zwanziger und dreißiger Jahren in den Centralhallen. Von Bremen aus kam Fritz Cobet häufig nach Dötlingen. Hier wohnte er bei seiner Malerfreundin Marie Stumpe (1877–1946). Durch die Eisenbahnverbindung von Bremen über Delmenhorst nach Dötlingen war es Fritz Cobet möglich, sich hier regelmäßig aufzuhalten, um seinen künstlerischen Arbeiten nachzugehen. Seinen Wohnsitz in Fischerhude behielt er aber erst einmal bei.
Nach der Machtergreifung durch die Nazis bot sich Fischerhude durch seine Abgelegenheit als idealer Rückzugsort an. Die meisten Künstlerorte litten unter der Verfolgung der freidenkenden Kunstschaffenden durch die Nationalsozialisten. Diese hatten Fritz Cobet wiederholt angeboten, nach Eintritt in die Partei Professor an der Bremer Kunsthochschule zu werden. Fritz Cobet lehnte jedes Mal ab und wurde dann zur Wehrmacht eingezogen. Wegen eines Knieleidens war er aber nur in einer Schreibstube verwendungsfähig.
Im Jahr 1926 zog Fritz Cobet nach Bremen und eröffnete ein Atelier im Spitzen Kiel. Bis zu seiner Auflösung 1933 gehörte er dem Bremer Künstlerbund an. 1944 zerstörte ein Brand infolge eines Bombenangriffs viele seiner Werke. 
Fritz Cobet übernahm nach dem Krieg den Vorsitz der neu formierten Bremer Künstler und behielt ihn bis 1955. Danach war er Ehrenvorsitzender auf Lebenszeit. Er war bekannt für seinen Kampfgeist für Kunst und Künstler. 1953 beteiligte er sich mit einem Porträt des Komponisten Ernst Licht (Öl, 80 × 70 cm) an der Dritten Deutschen Kunstausstellung in Dresden.